# 2MASS J00584253-0651239
2MASS J00584253-0651239 ist ein Brauner Zwerg im Sternbild Walfisch. Er wurde 2000 von J. Davy Kirkpatrick et al. entdeckt.
2MASS J00584253-0651239 gehört der Spektralklasse L0V an.